# Gongping Shuiku
Gongping Shuiku (kinesiska: 公平水库) är en reservoar i Kina. Den ligger i provinsen Guangdong, i den södra delen av landet, omkring 220 kilometer öster om provinshuvudstaden Guangzhou. Gongping Shuiku ligger 12 meter över havet. Arean är 17,8 kvadratkilometer. Trakten runt Gongping Shuiku består huvudsakligen av våtmarker. Den sträcker sig 7,3 kilometer i nord-sydlig riktning, och 7,8 kilometer i öst-västlig riktning.
Genomsnittlig årsnederbörd är 2 192 millimeter. Den regnigaste månaden är maj, med i genomsnitt 540 mm nederbörd, och den torraste är januari, med 22 mm nederbörd.